# 1959 في الهند
فيما يلي قوائم الأحداث التي وقعت خلال عام 1959 في الهند.

## رياضة
- 1 يناير – كأس ديفيز 1959 الفائز منتخب أستراليا لكأس ديفيز.

## مواليد

### يناير
- 1 يناير – أنانت أغاروال
- 1 يناير – مادهوسري دوتا مخرجة أفلام هندية.
- 6 يناير – كابيل ديف لاعب كريكت هندي.

### فبراير
- 1 فبراير – أنور مغني هندي.
- 3 فبراير – آر. ك. ممثل هندي.

### مارس
- 24 مارس – روحي زبيري

### أبريل
- 22 أبريل – براكاش ميهتا سياسي هندي.

### مايو
- 2 مايو – سمية سواميناثن طبيبة وباحثة هندية.
- 6 مايو – سنجاي ميترا
- 22 مايو – محبوبة مفتي
- 28 مايو – عبد الرحمن سياسي هندي.

### يونيو
- 4 يونيو – أنيل أمباني
- 9 يونيو – كيران مارتن

### يوليو
- 1 يوليو – مانوج سينها سياسي هندي.
- 4 يوليو – نينا جوبتا ممثلة هندية.
- 17 يوليو – زارينا وهاب ممثلة هندية.
- 20 يوليو – سودش بيري ممثل هندي.
- 22 يوليو – بي. فينود كومار سياسي هندي.
- 29 يوليو – سانجاي دوت
- 30 يوليو – سونيل غولاتي

### أغسطس
- 6 أغسطس – راجندرا سينغ
- 10 أغسطس – راج كابور مخرج أفلام هندي.
- 28 أغسطس – سومان ممثل هندي.

### سبتمبر
- 30 سبتمبر – ماهيش شارما سياسي هندي.

### أكتوبر
- 2 أكتوبر – أ. جي. ك. جوكهيل

### نوفمبر
- 6 نوفمبر – بونيت إيسار ممثل هندي.

### ديسمبر
- 2 ديسمبر – بومان إيراني
- 5 ديسمبر – شوتا راجان
- 24 ديسمبر – أنيل كابور ممثل هندي.

## وفيات

### أبريل
- 29 أبريل – كينيث آرثر نويل أندرسون (مواليد 1891) ضابط من المملكة المتحدة.

### نوفمبر
- 7 نوفمبر – محمد محبة خان الثالث (مواليد 1900)

### ديسمبر
- 25 ديسمبر – بريم أديب (مواليد 1917)
- 27 ديسمبر – شاه محمود خان (مواليد 1890) سياسي أفغانستاني.